# Revolution Muslim
Revolution Muslim (RM) foi uma organização sediada em Nova Iorque que defendia o estabelecimento de um estado islâmico tradicionalista por meio da remoção dos atuais governantes em nações de maioria muçulmana e o fim do que eles consideram "imperialismo ocidental". Foi fundada em 2007 por Jesse Curtis Morton e Yousef Al-Khattab, dois muçulmanos americanos.
Eles operaram tanto em seu sítio "RevolutionMuslim.com" quanto por meio de pregações e protestos nas ruas. Eles frequentemente protestavam do lado de fora do Centro Cultural Islâmico de Nova Iorque, uma mesquita muçulmana moderada. O sítio acabou sendo fechado em novembro de 2010, logo após a prisão de um dos líderes.
Em novembro de 2013, Morton, Zachary Adam Chesser e al-Khattab — os líderes da organização — foram presos e condenados nos tribunais dos Estados Unidos. Morton foi libertado em 2015 e al-Khattab em 2016, enquanto Chesser está programado para ser libertado em 2032.